# カルビン・クーリッジ
ジョン・カルビン・クーリッジ・ジュニア（英語: John Calvin Coolidge Jr.、1872年7月4日 - 1933年1月5日）は、アメリカ合衆国の政治家。第46代マサチューセッツ州副知事、第48代マサチューセッツ州知事、ウォレン・ハーディング政権にて第29代アメリカ合衆国副大統領、第30代アメリカ合衆国大統領を歴任した。大統領は1923年8月2日から1929年3月4日まで在任した。無口で「寡黙なカル」と呼ばれた。なお日本語では「カルビン」と表記されることが多いが、英語の発音は「カルヴァン」に近いものである（カルバン・クラインを「カルヴァンクライン」とするのと同様である）。

## 生い立ちと経歴
1872年7月4日にバーモント州ウィンザー郡プリマスで、ジョン・カルビン・クーリッジ・シニアとビクトリア・ムーア夫妻の間に誕生した。クーリッジはアメリカ独立記念日に誕生した唯一の大統領である。バーモント州のセントジョンズベリーアカデミーで学んだ後、マサチューセッツ州のアムハースト大学に入学、同大学を1895年に卒業したが、これ以降はもっぱらファーストネームの「ジョン」を外してミドルネームの「カルヴァン」を用いるようになった。その後、マサチューセッツ州ノーザンプトンで弁護士となり、1899年に市議会議員になった。1900年から1902年まで市事務弁護士、1904年に法廷事務官、1907年から1908年まで州下院議員を1期務めた。
1905年にはグレース・アンナ・グッドヒューと結婚した。夫妻の個性は正反対で、クーリッジは無口だったのに対し、グレースは話し好きだった。ふたりの間には1906年に生まれたジョン・クーリッジと1908年に生まれたカルビン・ジュニアの2人の息子がいた。クーリッジは1910年と1911年にノーザンプトンの市長に選出された。その後1912年から1915年まで州上院議員を務め、1914年と1915年には議長に選出されている。1916年から1918年まで州副知事を務めた後、1919年から1920年まで州知事を務めた。1919年にボストン警察がストライキを行った時、クーリッジは州兵の出動を命じ、全国的な注目を引いた。彼は後に労働組合の幹部、サミュエル・ゴンパーズに「誰にも、どこに於いても、いついかなるときも公の安全に対するストライキの権利はない」と言い放つなど、労働運動に敵対的であった。

## 大統領職
1920年に共和党の大統領候補指名を争ったが、オハイオ州選出連邦上院議員ウォレン・ハーディングに敗れた。ハーディングを支持した者のなかには副大統領候補にウィスコンシン州の上院議員アーヴィン・レンルートを求める声が多かったが、結局共和党はマサチューセッツ州知事のクーリッジを指名した。大統領選でハーディング＝クーリッジのチケットは、民主党の大統領候補オハイオ州知事ジェイムズ・コックスと副大統領候補海軍次官フランクリン・ルーズベルトのチケットに勝利した。
副大統領としては目立たない存在だったが、1923年8月2日にハーディングが遊説先のサンフランシスコで急死すると、翌日の未明に大統領に昇格した。彼の家には電気も電話も通じていなかったので、クーリッジは大統領死去の知らせを伝言人から口頭で受けた。日付が替わった8月3日の午前2時47分、自宅の応接室で公証人である父親の立ち会いの下、灯油ランプの灯りの中、大統領就任宣誓を行った。クーリッジは直ちにワシントンD.C.に戻った。その後、8月21日にコロンビア特別区裁判所陪席判事のアドルフ・A・ヘーリング・ジュニアの立ち会いの下で改めて就任宣誓を行った。

### 内閣
| 職名     | 氏名                        | 任期            |
| -------- | --------------------------- | --------------- |
| 大統領   | カルビン・クーリッジ        | 1923年 - 1929年 |
| 副大統領 | 不在（1期目）               | 1923年 - 1925年 |
| 副大統領 | チャールズ・ドーズ（2期目） | 1925年 - 1929年 |
| 国務長官 | チャールズ・ヒューズ        | 1923年 - 1925年 |
| 国務長官 | フランク・ケロッグ          | 1925年 - 1929年 |
| 財務長官 | アンドリュー・メロン        | 1923年 - 1929年 |
| 陸軍長官 | ジョン・ウィークス          | 1923年 - 1925年 |
| 陸軍長官 | ドワイト・デイヴィス        | 1925年 - 1929年 |
| 司法長官 | ハリー・ドーガティ          | 1923年 - 1924年 |
| 司法長官 | ハーラン・ストーン          | 1924年 - 1925年 |
| 司法長官 | ジョン・サージェント        | 1925年 - 1929年 |
| 郵政長官 | ハリー・ニュー              | 1923年 - 1929年 |
| 海軍長官 | エドウィン・デンビー        | 1923年 - 1924年 |
| 海軍長官 | カーティス・ウィルバー      | 1924年 - 1929年 |
| 内務長官 | ヒューバート・ワーク        | 1923年 - 1928年 |
| 内務長官 | ロイ・ウェスト              | 1928年 - 1929年 |
| 農務長官 | ヘンリー・ウォレス          | 1923年 - 1924年 |
| 農務長官 | ハワード・ゴア              | 1924年 - 1925年 |
| 農務長官 | ウィリアム・ジャーディン    | 1925年 - 1929年 |
| 商務長官 | ハーバート・フーヴァー      | 1923年 - 1928年 |
| 商務長官 | ウィリアム・ウィッティング  | 1928年 - 1929年 |
| 労働長官 | ジェームズ・ディヴィス      | 1923年 - 1929年 |

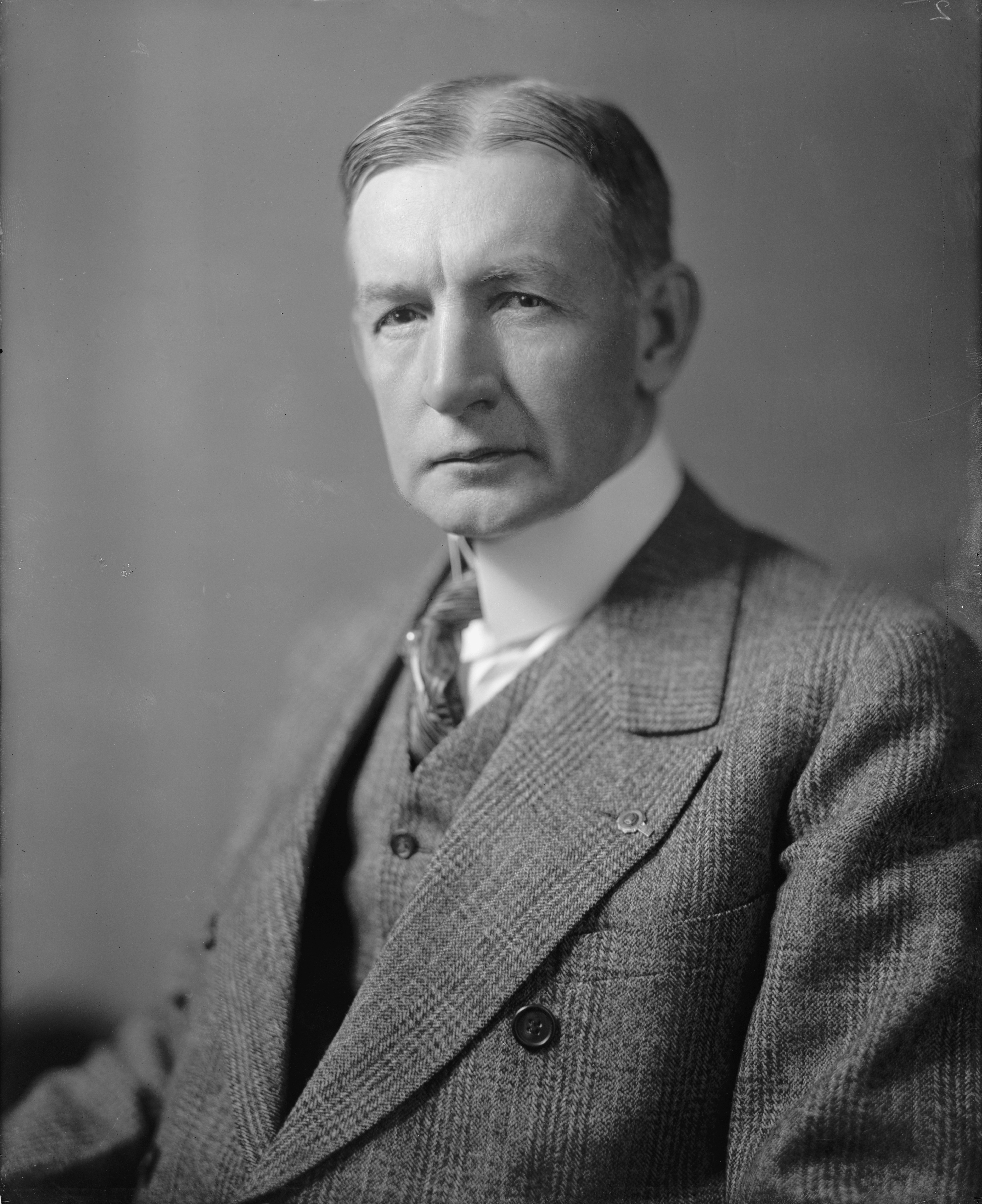
副大統領チャールズ・ドーズ

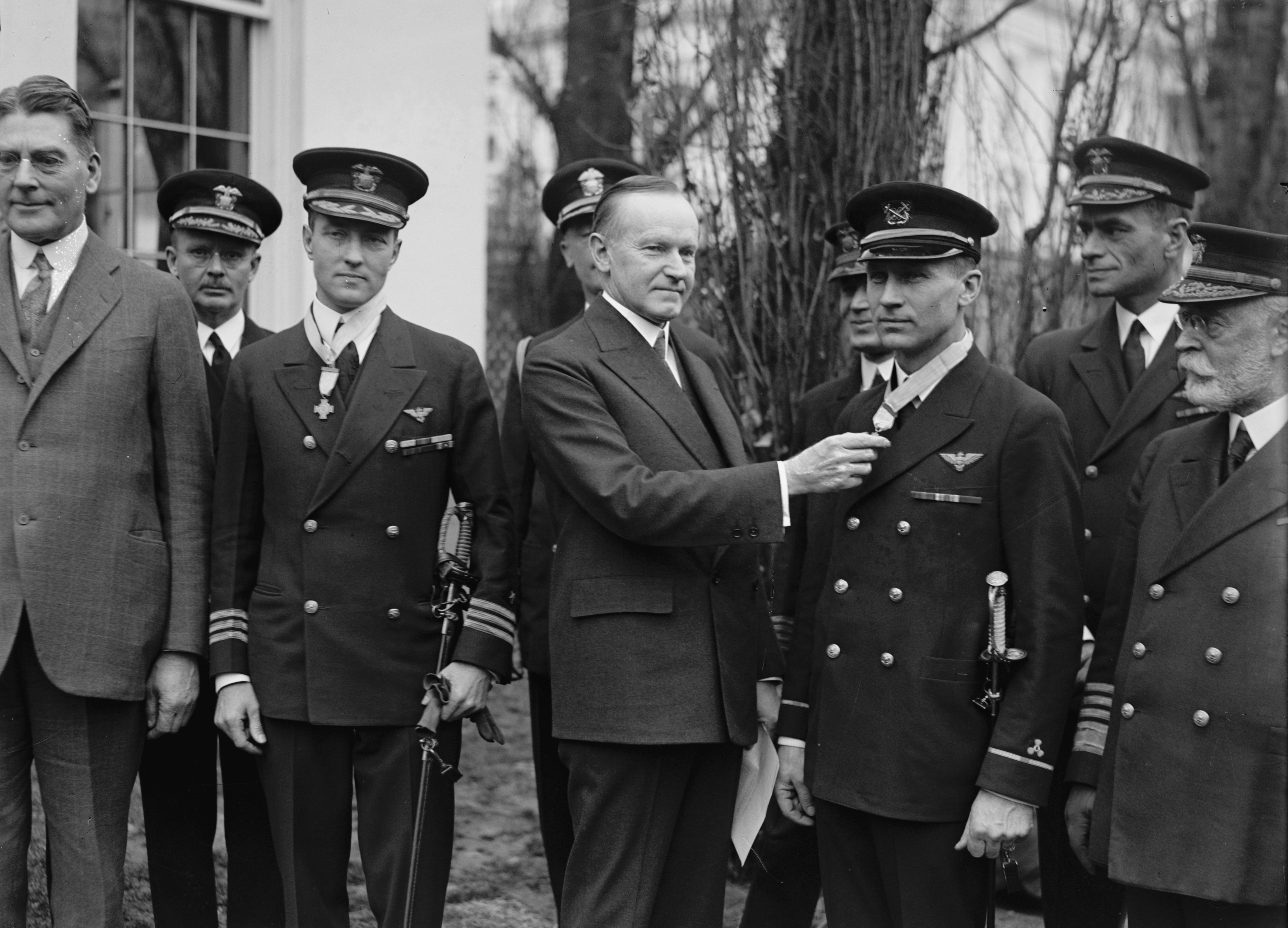
前年に航空機による初の北極点への飛行を成功させた司令官リチャード・バード（左）と責任者フロイド・ベネットに名誉勲章を授与（1927年2月19日）

1924年アメリカ合衆国大統領選挙に現職の大統領として出馬・当選した。選挙中のキャッチフレーズの1つは"Keep cool with Coolidge this summer."というものであった。クーリッジはその任期中に新媒体のラジオを利用し、1924年2月12日、ラジオ演説を行った初の大統領になった。また2月22日にはホワイトハウスからラジオ演説を行った初の大統領になった。
クーリッジは景気循環に自然の経過をたどらせて自由市場に干渉することを試みなかった最後の大統領だった。彼の大統領職中にアメリカ合衆国は著しい経済成長を遂げ、その期間は「狂騒の20年代」と呼ばれた。クーリッジは税を低減させるだけでなく国の債務の縮小にも有能だった。彼は「必要以上の税を集めるのは合法的強盗である」との名言を残している。後の共和党政権のレーガン大統領はクーリッジを敬愛し、大統領執務室に肖像画を掲げていた。
1924年6月2日にはインディアン市民権法に署名し、当時約30万人のネイティブアメリカンのうち、市民権のなかった12万5000人に市民権を与えた。また現職大統領として初めてネイティブアメリカン居留地を訪れて、頻繁にネイティブアメリカンの代表団をホワイトハウスに招くなど交流を深めた。しかし、その姿勢はアメリカ社会への同化を目指したものであり、ネイティブアメリカンの土地の権利と賠償には否定的だった。
アフリカ系アメリカ人の公民権を支持し、最初の一般教書演説では、アフリカ系アメリカ人の権利は「他の市民の権利と同様に尊いものであり、これらの権利を守ることは公的および私的な義務である」と述べた。
いわゆる、排日移民法と呼ばれる移民政策もクーリッジが大統領の時代に成立した。クーリッジ自身は「この法案は特に日本人に対する排斥をはらんでいるものであり、それについて遺憾に思う」という声明を出して否定的な立場をとったが、最終的には議会に屈して法案に署名をして成立させた。一方でクーリッジは移民規制について「人種の混血は自然の摂理に反する事である」と談話を発表している。

## 引退と死

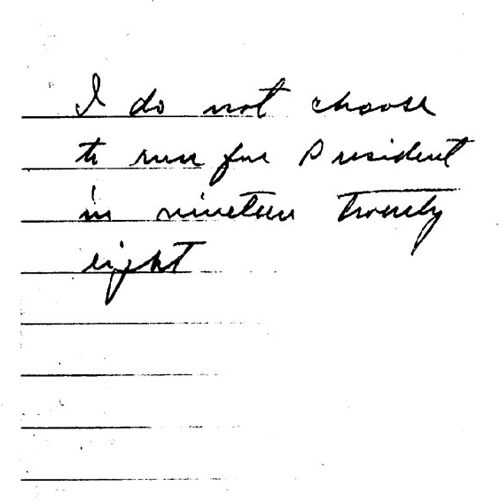
クーリッジが大統領選挙に出馬しないと表明した。

1928年アメリカ合衆国大統領選挙では僅か10語から成る「大統領選挙に出馬しない(I do not choose to run for President in 1928)」との簡潔な決定を発表した。大統領退任後に彼は超党派の鉄道委員会の議長および盲人協会の名誉会長職、ニューヨーク・ライフ保険会社の理事、アメリカ歴史学会の会長、アムハースト・カレッジの理事を務めた。クーリッジはメイン州ルーイストンのベイツ・カレッジから名誉法学博士号を受け取った。1929年には自叙伝を上梓し、1930年から1931年まで新聞にコラム『カルビン・クーリッジ・セイズ』を連載した。1933年1月5日午後12時45分にマサチューセッツ州ノーザンプトンの自宅「ザ・ビーチ」で血栓症のため急逝した。60歳だった。
1932年アメリカ合衆国大統領選挙でフーヴァーが世界恐慌対策としてニューディール政策を公約に掲げた民主党のフランクリン・ルーズベルトに敗北し、再選に失敗したことに対してクーリッジは失望を語り、その後クーリッジの健康状態は急速に悪化した。死の直前に彼は旧友に「私はもはや、この時代にそぐわない」と打ち明けた。クーリッジはバーモント州プリマスノッチのノッチ墓地に埋葬された。同所の一家の邸宅は博物館として整備されている。バーモント州は1972年7月4日、クーリッジの生誕100年を記念して史跡センターを開設した。彼はまたバーモント州モントピリアのバーモント州議会ホールでその業績を称賛されている。

## サイレント・カル
クーリッジは熟練した有能な演説家として知られていたが、私生活では大変無口で「サイレント・カル」（Silent Cal、寡黙なカル）という愛称で呼ばれた。夫人とその友人が食事の間に大統領に少なくとも3語を言わせることができるかという賭けを行ったが、賭けのことをクーリッジに伝えた際、クーリッジは「君の負け（You lose.）」と2語で返答した。しかしながら夕食に招かれた別の友人は「夕食のパートナーとして彼の沈黙に不平を言わなかった人の気が知れない」と語っている。
1924年アメリカ合衆国大統領選挙の前に下の息子のカルビン・ジュニアは天疱瘡に罹り、その後間も無く死亡した。息子の死後クーリッジはさらに内向的になり、人々は彼が息子の死から完全に立ち直ることができなかったことを知っていた。クーリッジは「彼（ジュニア）が死んだとき、大統領としての栄光は彼と共に去った」と語った。

## 語録
- 「本当に仕事を片付けたいと思ったら、多忙な大物に頼むことだ。そういう人なら秘書に仕事を片付けさせる」[4]。
- 「誰も住んでいません。ただ来て、去っていくだけです」（ある上院議員が、ホワイトハウスについて、「誰が住んでいるのでしょうね」と尋ねた際の答え）[5]。

## ギャラリー

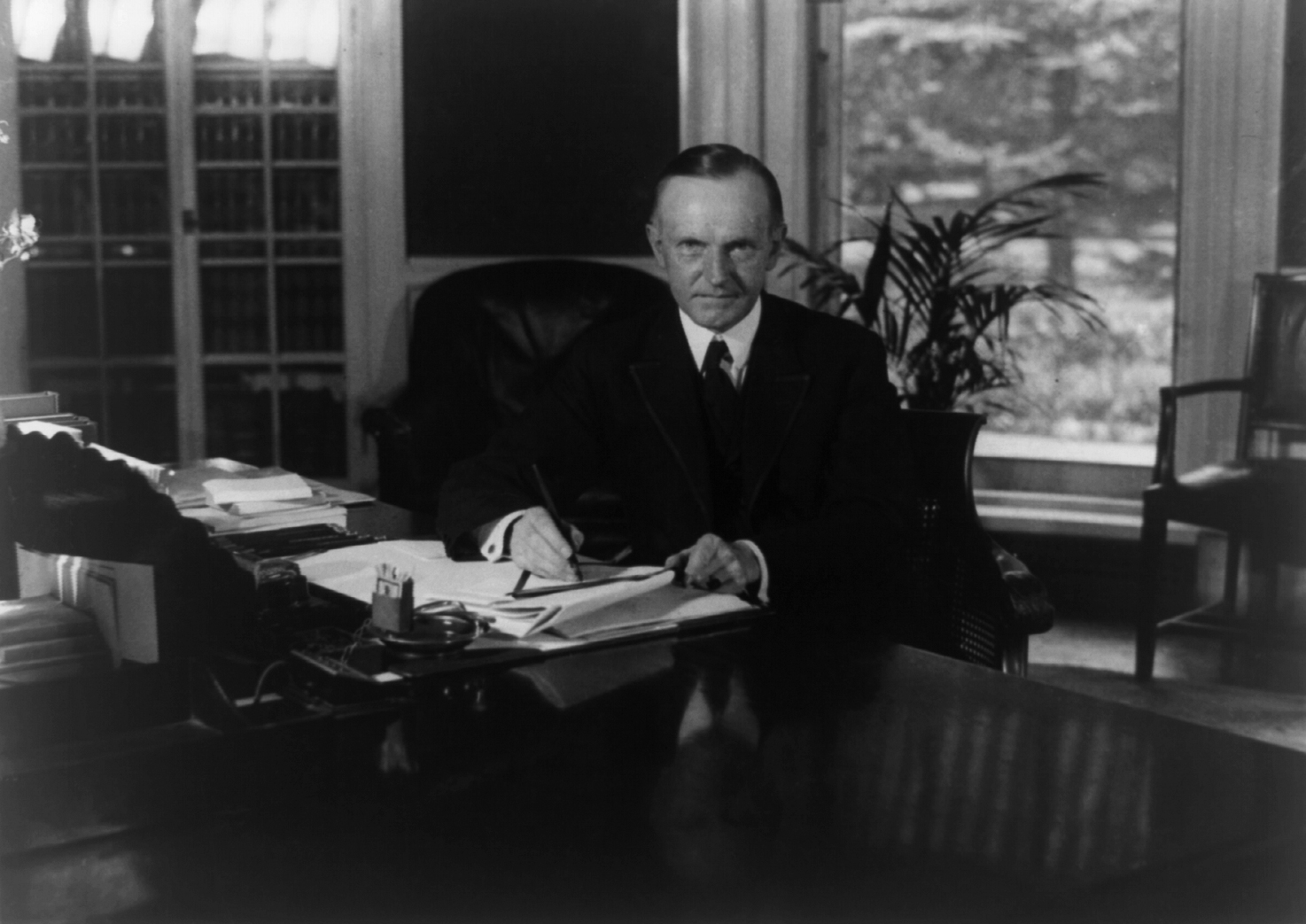
1923年8月15日、クーリッジ
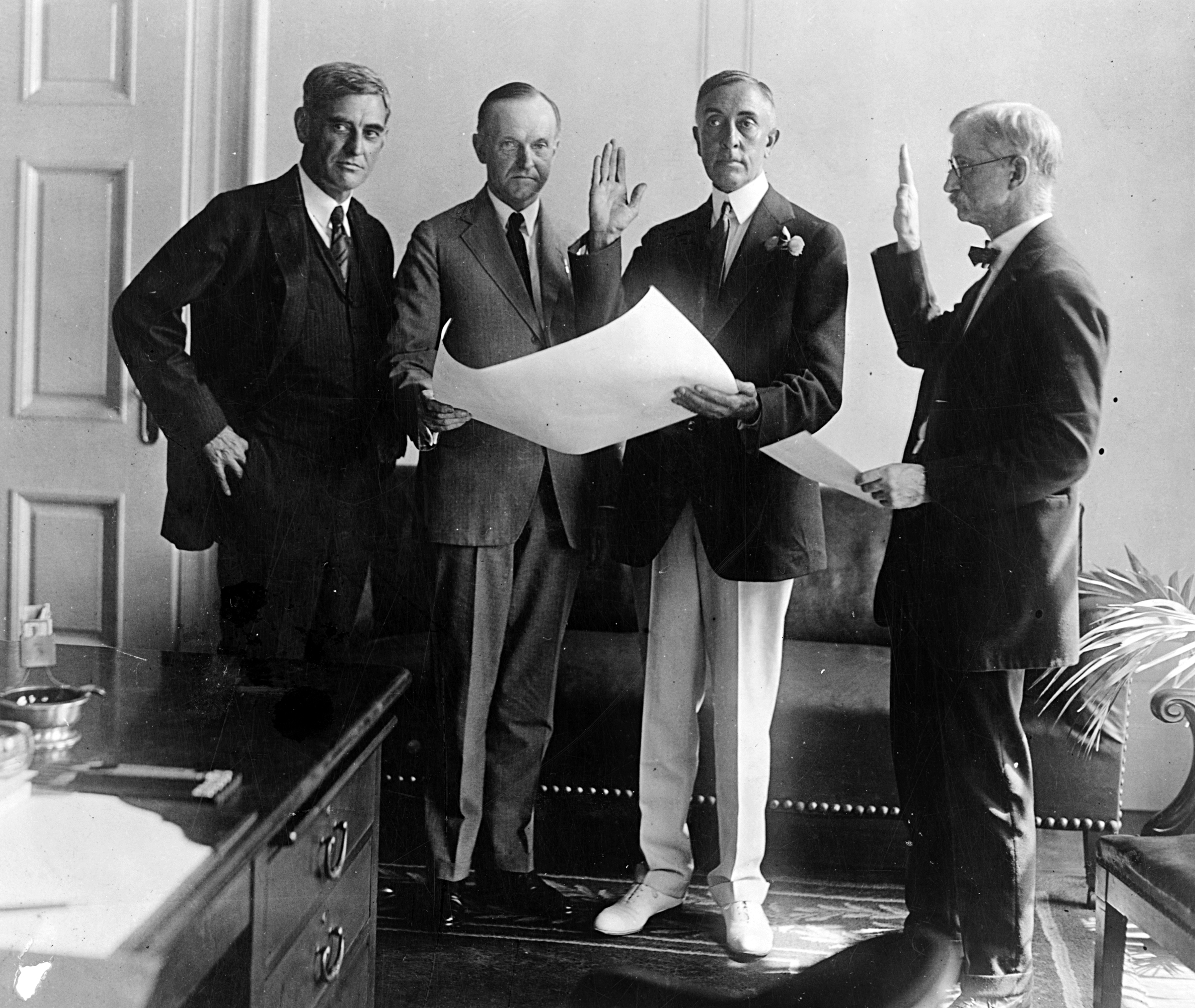
バスコム・スレンプ（右から2番目）がクーリッジの個人秘書に就任（1923年9月4日）
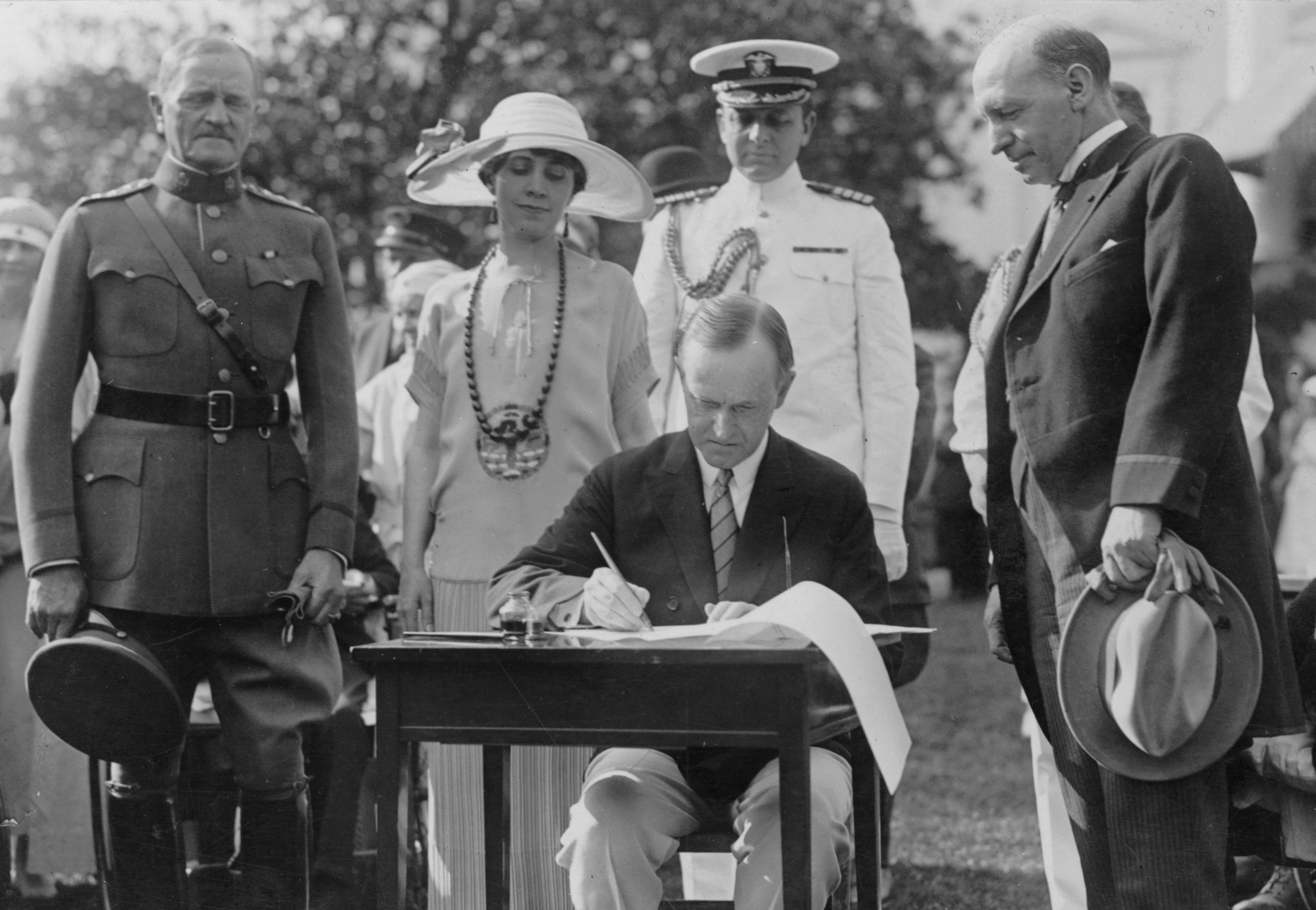
1924年の移民法に署名するクーリッジ
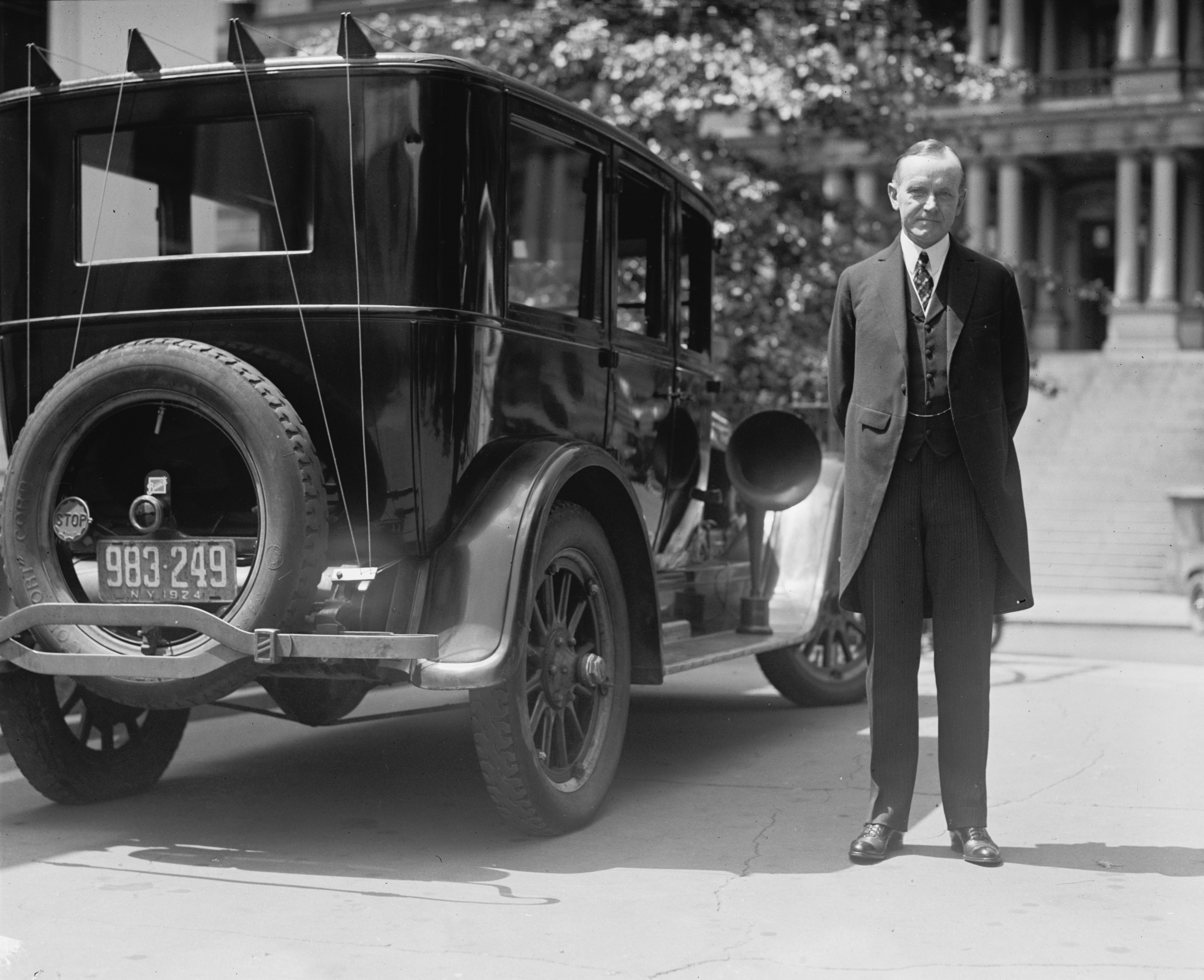
自分の車の前に立つクーリッジ（1924年8月14日）
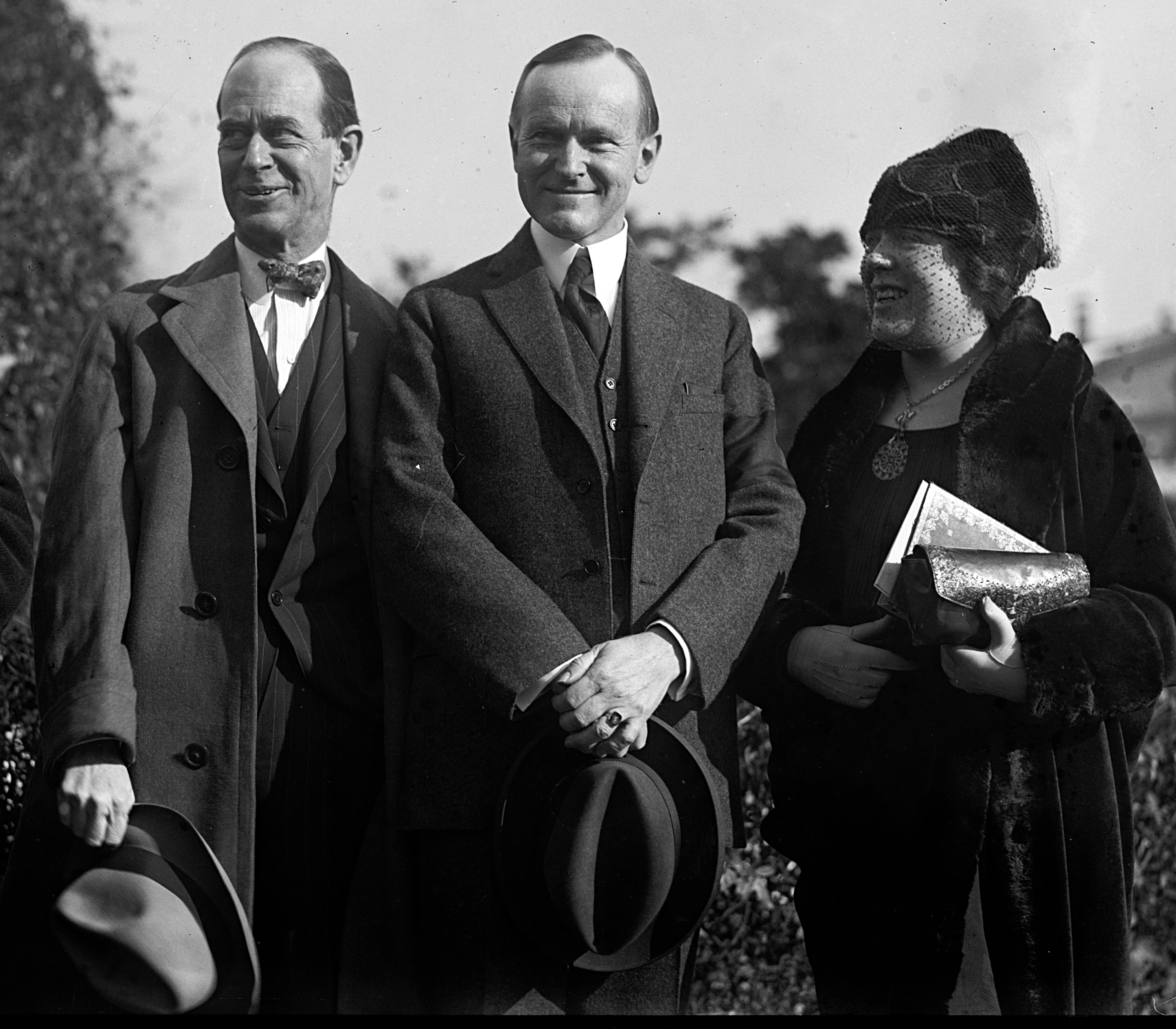
ジョセフ・マコーミック上院議員夫妻とともに（1925年1月5日）
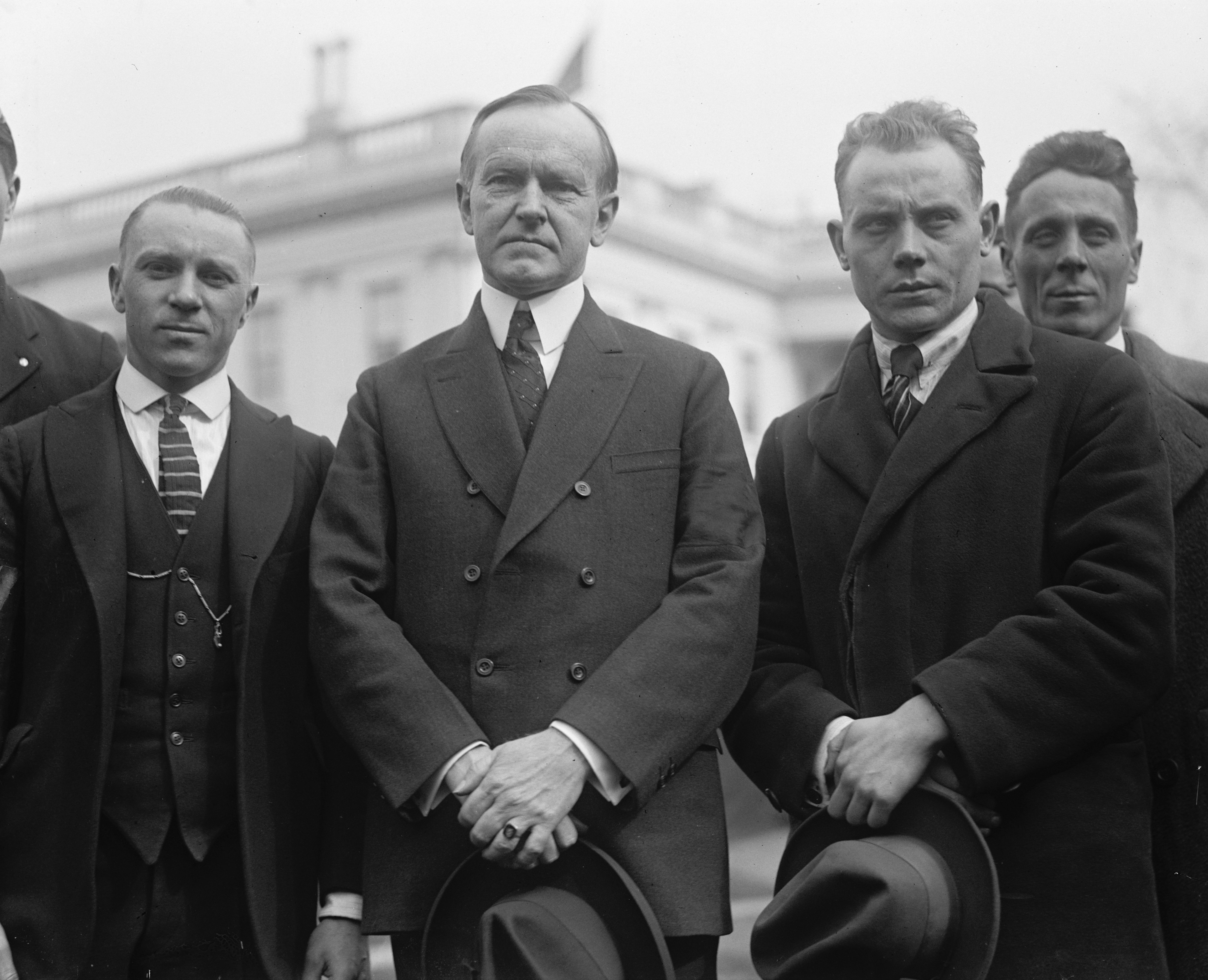
オリンピックメダリストのジョイ・レイとパーヴォ・ヌルミ（右）がホワイトハウスを訪問（1925年2月21日）